# Köhlen
Köhlen község Németországban, Alsó-Szászországban, a Cuxhaveni járásban. 